# アーサー・オコンネル
アーサー・オコンネル（Arthur O'Connell、1908年3月29日 – 1981年5月18日）は、ニューヨーク市出身のアメリカ合衆国の俳優。

## 来歴
1908年にニューヨークで生まれ、1930年代半ばにボードビリアンとして舞台デビューする。1941年の映画『市民ケーン』のラストシーンに登場する記者役で映画出演し、これが映画デビューとされることもあるが、実際には1938年に別の映画に出演している。
1953年に出演したブロードウェイ舞台劇『ピクニック』で演じた役と同じ役で、映画版（1955年）にも出演し、第28回アカデミー賞の助演男優賞にノミネートされる。
1959年の映画『或る殺人』で第32回アカデミー賞の助演男優賞にノミネートされる。
1981年にアルツハイマー型認知症により死去した。

## 出演作
- 市民ケーン Citizen Kane (1941)
- ピクニック Picnic (1955)
- 灰色の服を着た男 The Man in the Gray Flannel Suit (1956)
- バス停留所 Bus Stop (1956)
- 西部の人 Man of the West (1958)
- 或る殺人 Anatomy of a Murder (1959)
- シマロン Cimarron (1960)
- ポケット一杯の幸福 Pocketful of Miracles (1961)
- 夢の渚 Follow That Dream (1962)
- ラオ博士の7つの顔 7 Faces of Dr. Lao (1964)
- グレートレース The Great Race (1965)
- ミクロの決死圏 Fantastic Voyage (1966)
- 大脱獄 There Was a Crooked Man... (1970)
- 最後の谷 The Last Valley (1971)
- ベン Ben (1972)
- ポセイドン・アドベンチャー The Poseidon Adventure (1972)